# Wenn die Liebe Mode macht
Wenn die Liebe Mode macht è un film del 1932 diretto da Franz Wenzler.

## Produzione
Il film fu prodotto dall'Universum Film (UFA). Venne girato a Parigi.

## Distribuzione
Distribuito dall'Universum Film (UFA), uscì nelle sale cinematografiche tedesche il 21 dicembre 1932.